# Typhlodromus morellensis
Typhlodromus morellensis är en spindeldjursart som beskrevs av Ferragut 1991. Typhlodromus morellensis ingår i släktet Typhlodromus och familjen Phytoseiidae. Inga underarter finns listade i Catalogue of Life.